# PHKG1
PHKG1 (англ. Phosphorylase kinase catalytic subunit gamma 1) – білок, який кодується однойменним геном, розташованим у людей на короткому плечі 7-ї хромосоми. Довжина поліпептидного ланцюга білка становить 387 амінокислот, а молекулярна маса — 45 024.
| 10         |  | 20         |  | 30         |  | 40         |  | 50         |
| ---------- |  | ---------- |  | ---------- |  | ---------- |  | ---------- |
| MTRDEALPDS |  | HSAQDFYENY |  | EPKEILGRGV |  | SSVVRRCIHK |  | PTSQEYAVKV |
| IDVTGGGSFS |  | PEEVRELREA |  | TLKEVDILRK |  | VSGHPNIIQL |  | KDTYETNTFF |
| FLVFDLMKRG |  | ELFDYLTEKV |  | TLSEKETRKI |  | MRALLEVICT |  | LHKLNIVHRD |
| LKPENILLDD |  | NMNIKLTDFG |  | FSCQLEPGER |  | LREVCGTPSY |  | LAPEIIECSM |
| NEDHPGYGKE |  | VDMWSTGVIM |  | YTLLAGSPPF |  | WHRKQMLMLR |  | MIMSGNYQFG |
| SPEWDDYSDT |  | VKDLVSRFLV |  | VQPQNRYTAE |  | EALAHPFFQQ |  | YLVEEVRHFS |
| PRGKFKVIAL |  | TVLASVRIYY |  | QYRRVKPVTR |  | EIVIRDPYAL |  | RPLRRLIDAY |
| AFRIYGHWVK |  | KGQQQNRAAL |  | FENTPKAVLL |  | SLAEEDY    |  |            |

A: Аланін

C: Цистеїн

D: Аспарагінова кислота

E: Глутамінова кислота

F: Фенілаланін

G: Гліцин

H: Гістидин

I: Ізолейцин

K: Лізин

L: Лейцин

M: Метіонін

N: Аспарагін

P: Пролін

Q: Глутамін

R: Аргінін

S: Серин

T: Треонін

V: Валін

W: Триптофан

Кодований геном білок за функціями належить до трансфераз, кіназ, серин/треонінових протеїнкіназ, м'язових білків. 
Задіяний у таких біологічних процесах, як вуглеводний обмін, метаболізм глікогену, альтернативний сплайсинг. 
Білок має сайт для зв'язування з АТФ, нуклеотидами, молекулою кальмодуліну. 